# Epileptovola
× Epileptovola, (abreviado Elva) en el comercio, es un híbrido intergenérico entre los géneros de orquídeas Brassavola × Epidendrum × Leptotes. Fue publicado en Orchid Rev. 102: 216 (1994).